# Aulide (polis)
Aulide (in greco: Αὐλίς, Aulis) era una polis della Beozia situata a nord del Monte Citerone, che divide la Beozia dall'Attica. Secondo Tito Livio la città era posta a 4,8 km da Calcide, polis dell'isola di Eubea.
La città non ha mai raggiunto una propria indipendenza, rimanendo assoggettata prima a Tebe e poi a Tanagra.
Nell'Iliade, è ad Aulide che la flotta greca di Agamennone si è appostata prima di partire alla volta di Troia, ed è qui che è avvenuto il sacrificio di Ifigenia per permetterne la partenza. 
Dal porto di Aulide sarebbero partiti anche gli Eoli per la colonizzazione dell'Asia Minore. Il re spartano Agesilao II nel 397 a.C. seguirà le orme del leggendario re miceneo prima di mettere vela per l'Asia Minore. Nel 313 a.C. vi sbarcò il generale di Antigono, Tolomeo, e nel 304 a. C. suo figlio Demetrio; infine nel 167 a.C. visitò il porto il proconsole L. Emilio Paolo. 
Nei tempi romani l'Aulide fu una cittadina di pescatori e di vasai.
A 9 km. a ovest dalla baia vi è la cappella di San Nicola, costruita, secondo la tradizione, sui resti dell'Artemision ("Tempio di Artemide"), il luogo dove si sarebbe verificato il sacrificio d'Ifigenia.
In realtà, secondo le risultanze archeologiche, i resti dell'Artemision sono stati individuati a circa 200 metri dal porto attuale situato nella baia, nell'area archeologica di Aulide

## Fonti
- Doro Levi ed Elio Migliorini, Aulide, in Enciclopedia Italiana, Roma, Istituto dell'Enciclopedia Italiana, 1930. URL consultato il 17 giugno 2021.